# Pelastoneurus vanduzeei
Pelastoneurus vanduzeei är en tvåvingeart som beskrevs av Octave Parent 1931. Pelastoneurus vanduzeei ingår i släktet Pelastoneurus och familjen styltflugor.
Artens utbredningsområde är Peru. Inga underarter finns listade i Catalogue of Life.